# Желіхув (Малопольське воєводство)
Желіхув (пол. Żelichów) — село в Польщі, у гміні Ґрембошув Домбровського повіту Малопольського воєводства.
Населення — 260 осіб (2011).
У 1975-1998 роках село належало до Тарновського воєводства.

## Демографія
Демографічна структура станом на 31 березня 2011 року:
|          | Загалом | Допрацездатний вік | Працездатний вік | Постпрацездатний вік |
| -------- | ------- | ------------------ | ---------------- | -------------------- |
| Чоловіки | 122     | 13                 | 93               | 16                   |
| Жінки    | 138     | 16                 | 89               | 33                   |
| Разом    | 260     | 29                 | 182              | 49                   |